# سیارک ۱۶۰۳۵
سیارک ۱۶۰۳۵ (به انگلیسی: 16035 Sasandford، نامگذاری:1999FX32) شانزده هزار و سی و پنجمین سیارک کشف شده‌است که در ۲۴ مارس ۱۹۹۹ کشف شد.
قدر مطلق سیارک برابر ۴۲.۶ است.